# Convent de Santa Clara (Fortià)
El convent de Santa Clara és un edifici religiós del municipi de Fortià (Alt Empordà).

## Descripció
El convent fortianenc és un edifici destacable de l'arquitectura moderna de l'Alt Empordà, obra del figuerenc Alexandre Bonaterra Matas. De línies senzilles i façanes blanques, evoca al racionalisme d'aquesta corrent arquitectònica. La finca, d'uns 47.000 metres quadrats, té camps i una granja.

## Història
La gènesi del projecte d'un nou convent de clarisses sorgeix del mal estat del convent de Castelló, el cost elevat de les obres per adobar-lo i la falta de vocacions aconsellaren arribar a un acord amb les monges del mateix orde de Figueres i construir un nou convent, que ocuparia la comunitat resultant de la fusió de les dues anteriors. El nou edifici, construït el 1973 sobre uns terrenys donats per la castellonina Carme Nin, va acollir la nova comunitat de clarisses, formada el mateix any. El 2016 una part del convent va acollir una escola agroforestal. La comunitat va romandre al convent fins a l'any 2017, quan les monges es van traslladar a la Vall d'Uixó. Des de 2013 els edificis són utilitzats per la fundació canònica Acollida i Esperança.